# Registo modelo-específico
Os registos de modelo específico (português europeu) ou registros de modelo específico (português brasileiro) ou ainda MSR (acrónimo inglês de model-specific register) são quaisquer registos de controle fornecidos no conjunto de instruções x86, utilizados para depuração; rastreio de execução de programas; monitorização do desempenho do computador; e ativação ou desativação de certos recursos do processador (CPU).
Por exemplo, no processador AMD K6 ou superior; e em muitos outros processadores novos (incluindo todas as implementações de processadores de arquitetura AMD64), os bits individuais do EFER (Registo Ativo de Caraterística Estendida) configuram o SYSCALL e SYSRET (instruções em ciência da computação) e estão disponíveis, de modo que possam ser ativados e estão ativos; isso se a função bit NX (não-execução de proteção de página) estiver ativada.
Alguns exemplos de MSR's conhecidos são: os Registos de Tipo Alcance da Memória (MTRR); e os Registos de Alcance do Endereço (ARR).
A documentação relacionada com os MSRs pode ser encontrada nos registos do processador do fornecedor da CPU.